# José Joaquín de Orbe y Murguía
José Joaquín de Orbe y Murguía (Irún, 15 de julio de 1749 - Durango 11 de octubre de 1819) fue un noble y político español, titulado II marqués de Valde-Espina (1754-1819).

## Biografía
Fue el único hijo legítimo de Andrés Agustín de Orbe y Zarauz, I marqués de Valde-Espina, que murió cuando José Joaquín tenía sólo cinco años de edad. Su madre fue María Teresa de Murguía y Arbelaiz, de la que heredó en 1783 el Señorío de Murguía situado en Astigarraga, uno de los dos señoríos territoriales situados en Guipúzcoa. A partir de entonces, el Señorío de Murguía y su palacio quedaron ligados a los marqueses de Valde-Espina.
De la biografía del segundo marqués de Valde-Espina cabe destacar que fue en varias ocasiones alcalde de Ermua, villa en la que se situaba la casa solariega de los marqueses, así como alcalde de sacas de la provincia de Guipúzcoa.
Murió en 1819 a los 70 años de edad. Tuvo 2 hijos varones y 5 hijas. De sus hijos varones, el único que llegó a edad adulta fue José María de Orbe y Elío, futuro marqués y destacada figura política y militar del siglo XIX.